# Amara Simja

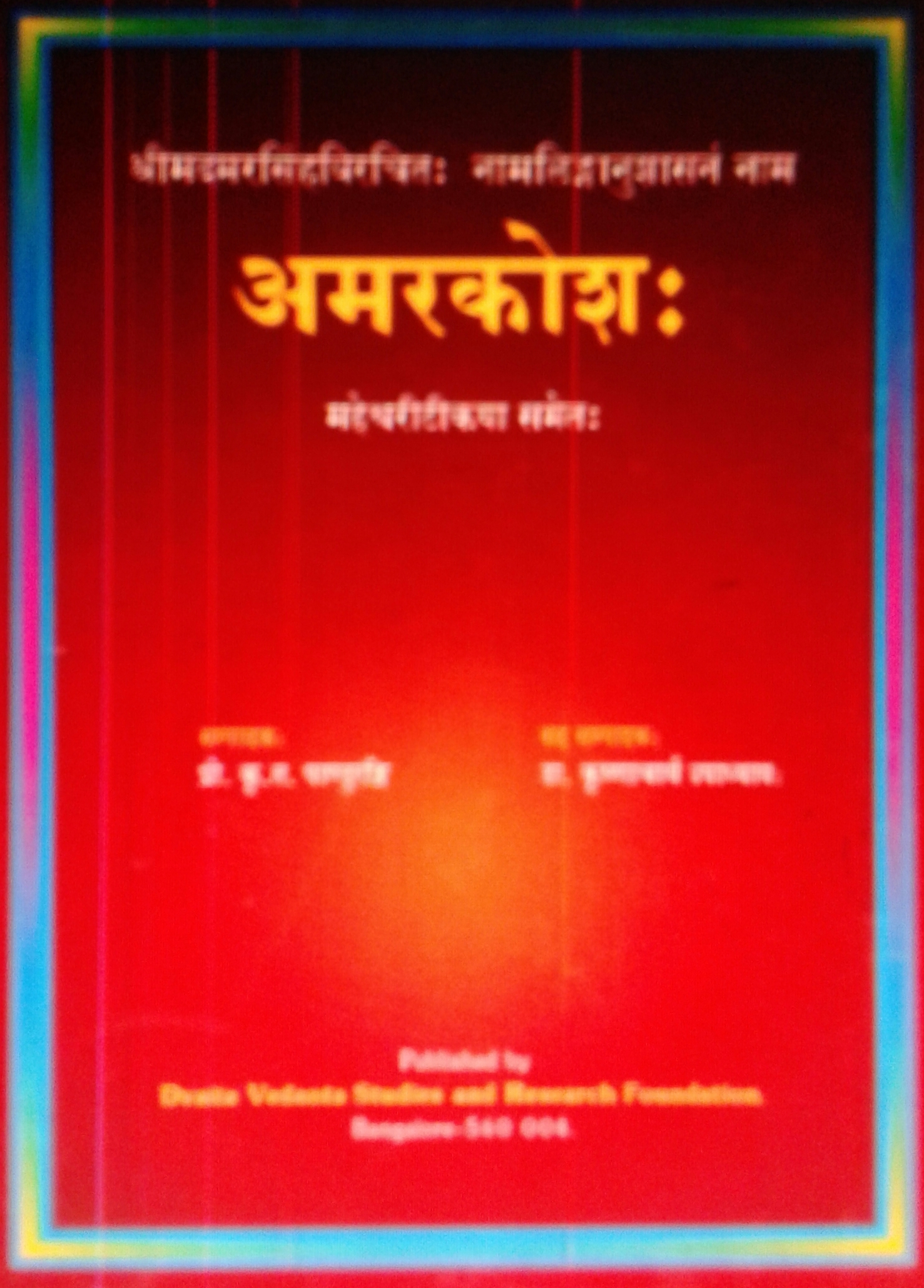
Portada de una copia moderna del Amarakosha

Amara Simja (fl. 375 d. C.) fue un gramático sánscrito y poeta indio, cuya historia personal se desconoce. Se dice que fue uno de los nava-ratnas (nueve joyas) que adornaban la corte del rey Vikrama-Aditia, quien ―según la evidencia de Hsuan Tsang (602-664)― es el rey Chandragupta II Vikramaditia, que reinó entre el 375 y el 415.
Amara Simja parece haber sido budista, por lo que la mayor parte de su trabajo fue destruido, con la excepción de su célebre Amara-kosha.

## Nombre y etimología
- amarasiṃha, en el sistema AITS (alfabeto internacional para la transliteración del sánscrito).[2]
- अमरसिंह, en escritura devanagari del sánscrito.[2]
- Pronunciación: /amára símja/.[2]
- Etimología: ‘león inmortal’ o ‘león dios’, siendo a-mara: ‘sin-muerte’, inmortal, un dios, y simja: ‘león’.[2]